# Harville Hendrix
Harville Hendrix, est un écrivain américain né en 1935.
Il est surtout connu pour le livre Le couple mode d'emploi (Getting the Love You Want en anglais) et a gagné en popularité lors de ses 17 apparitions dans le The Oprah Winfrey Show .
Il est membre de l'association américaine des conseillers pastoraux ainsi que membre clinique de l'Association américaine de psychothérapie de groupe et de l'Association internationale d'analyse transactionnelle et a écrit 10 ouvrages en partenariat avec sa femme et militante américaine, Helen LaKelly Hunt.

## Carrière
Harville Hendrix est né en 1935 à Statesboro, en Géorgie. À l'âge de 17 ans, il est devenu pasteur baptiste ordonné, après quoi il a continué à recevoir son B.A (License universitaire ou Bachelor of Arts) à l'Université Mercer en Géorgie, en 1957, et son BD (Bachelor of Divinity) à l'Union Theological Seminary en 1961. À la suite de cela, H. Hendrix a obtenu une maîtrise et un doctorat en psychologie et religion de la Divinity School de l'Université de Chicago,.
Hendrix, avec sa femme Helen LaKelly Hunt, a développé la thérapie relationnelle Imago, une méthode relationnelle qui met l'accent sur la restauration du lien dans le couple, et a connu d'autres développements comme la facilitation professionnelle ou celui de la méthode Safe Conversations.